# 等価電流系
等価電流系（とうかでんりゅうけい、Equivalent Current System）とは、地上で観測された磁場が上層大気中を流れる電流によって生じると推定された際、その磁場に適合する電流分布をいう。
電離圏内の電気電流系をきめるためには、電流系の高さは地上100-170kmにあるとする。これは等価電流系に等しい。たとえば、静穏火日日祝変動は電流系で現実的に表現される。1957-58年の平均をとった太陽日変化地場に対する等価電流系では、太陽方向から地球を観たものとして描ける。
流線相互間に2500Aの電流が北半球をN!,N2,N3,N4,N5,N6,N8、南半球をS1,S2,S3,S4,S5,S6,S7,S8の流線型の分類に分け、その間に流れている。
この電流の下を地球が一日に一周まわると考えれば、世界各地での日祝変化磁場が説明できる。しかし、直気流を起こすオーロラジェット気流ではその透過電流系は現実の3次元電流とは著しく異なったものになる。